# عبد الله بن أحمد بن إسماعيل
المنصور عبد الله بن أحمد بن إسماعيل أو  المنصور بن الناصر أحمد هو تاسع ملوك الدولة الرسولية في اليمن، حكم في الفترة ( 1426 – 1427 م).